# Нові Кеншиці
Нові Кеншиці (пол. Nowe Kęszyce) — село в Польщі, у гміні Болімув Скерневицького повіту Лодзинського воєводства.
Населення — 170 осіб (2011).
У 1975-1998 роках село належало до Скерневицького воєводства.

## Демографія
Демографічна структура станом на 31 березня 2011 року:
|          | Загалом | Допрацездатний вік | Працездатний вік | Постпрацездатний вік |
| -------- | ------- | ------------------ | ---------------- | -------------------- |
| Чоловіки | 88      | 24                 | 61               | 3                    |
| Жінки    | 82      | 13                 | 47               | 22                   |
| Разом    | 170     | 37                 | 108              | 25                   |